# Abaria boripat
Abaria boripat is een schietmot uit de familie Xiphocentronidae. De soort komt voor in het Oriëntaals gebied.